# Газовые скульптуры

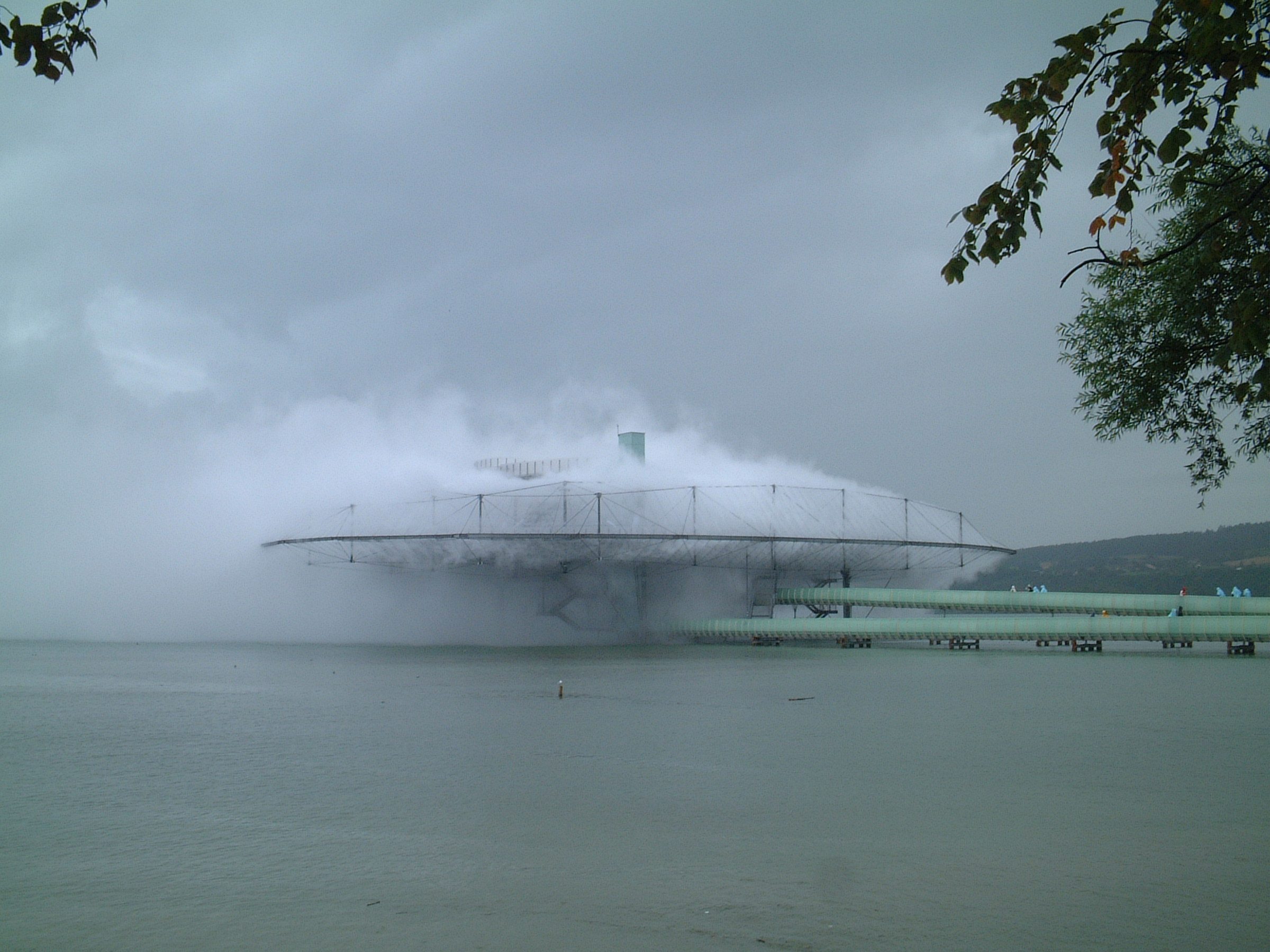
Cкульптура «Blur Building», созданная архитекторами Diller Scofidio + Renfro и представляющая собой «вихревое живое облако над озером»

Газовые скульптуры — направление в современном искусстве, в рамках которого скульпторы создают свои произведения главным образом из газа или газообразных материалов. Первые работы в рамках направления начали создаваться в начале 1970-х годов. Идея создания скульптуры исключительно из газообразных материалов была предложена скульптором Жоаном Миро (1893—1983) в трудах конца его жизни. Эта же идея впервые появляется и в романе «Гог» писателя Джованни Папини, опубликованном в 1931 году.

## Технология
Технологии холодного водяного тумана были разработаны в конце 1960-х годов для контроля над уровнем запылённости на промышленных фабриках, а также для предотвращения заморозков в сельском хозяйстве. Эти системы высокого давления нагнетают воду под давлением от 100 до 210 бар в форсунки, распыляя её на миллиарды ультрадисперсных капель диаметром менее 10 мкм. Их быстрое испарение позволяет обеспечивать охлаждение. С художественной точки зрения эта технология позволяет зрителю безопасно взаимодействовать с туманом и полностью погружаться в него. Высокотемпературный паровой туман также иногда художественно используется для визуальных эффектов атмосферы и динамических проекционных поверхностей.
В индустрии развлечений такого рода системы используются для создания спецэффектов на концертных площадках и при съёмках фильмов.

## Значимые примеры
Первенство в создании газовых скульптур приписывают японской художнице Фудзико Накая, которая в 1970 году вместе с творческим коллективом «Experiments in Art and Technology» (Эксперименты в искусстве и технике) создала павильон компании «Пепси-кола» на Всемирной выставке 1970 года в Осаке, который представлял собой конструкцию, полностью окружённую паром. Позже она создала ещё несколько скульптур из тумана, таких как «Fog Sculpture #94925 (Foggy Wake in a Desert: An Ecosphere)», выставленную в саду скульптур Национальной галереи Австралии в Канберре. Она представляет собой серию небольших сопел, расположенных вдоль берега пруда, заполненного тростником; когда включается освещение, над водой появляется очень тонкий туман. При этом форма скульптуры постоянно меняется, изменяясь от колебаний воды и порывов ветра. Другая работа, «Sculpture de brouillard n°08025 (F.O.G.)», располагается у музея Гуггенхейма в Бильбао. 

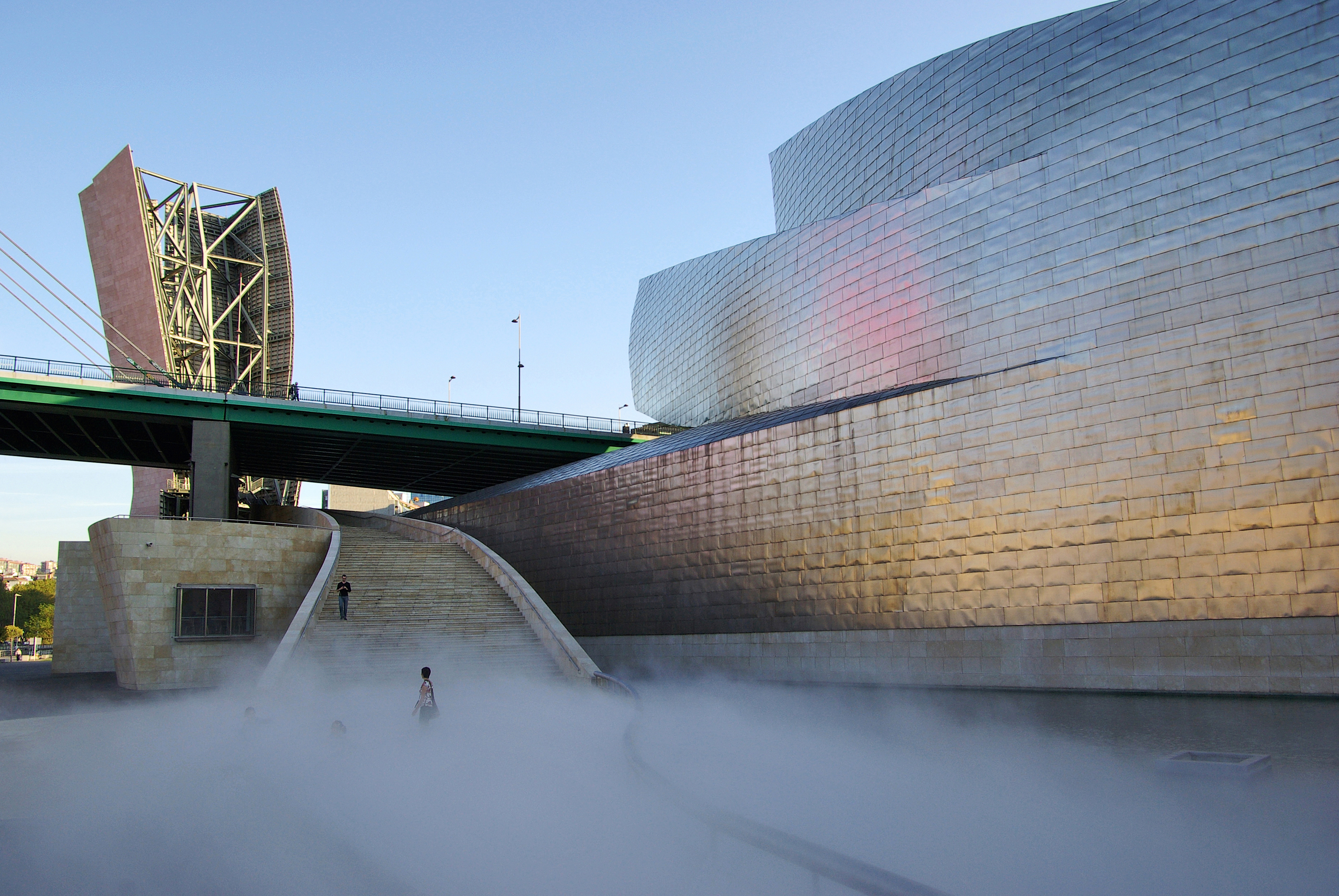
Скульптура Фудзико Накая «Sculpture de brouillard n°08025 (F.O.G.)», располагается у музея Гуггенхейма в Бильбао

Совместная работа Массачусетского технологического института и Центра продвинутых визуальных исследований (Center for Advanced Visual Studies) впервые была показана в 1977 году на выставке современного искусства в Documenta 6 в Касселе. Авторами работы являлись художники Джоан Бригам, Отто Пине и Пол Эрлс. Горячий туман водяного пара при низком давлении выступал в качестве среды для проецирования лазеров, голограмм, изображений и текста.
Во время проведения Швейцарской национальной выставки 2002 года была представлена скульптура «Blur Building», созданная архитекторами Diller Scofidio + Renfro и представляющая собой «вихревое живое облако над озером». Скульптура спроектирована над озером Невшатель и представляет собой облако тумана, окружающее сооружение высотой 20 метров, длиной 100 м и шириной 60 м. Основным материалом скульптуры является вода: она закачивается из озера, фильтруется и распыляется в виде мелкого тумана серией из 31 400 форсунок высокого давления. Давление в сопле контролируется компьютером в зависимости от температуры, влажности, силы и направления ветра. Создаваемая туманом оболочка постоянно меняется. Внутри скульптуры зритель полностью погружается в огромное туманное облако.
Из других газовых скульптур можно выделить работу «Harbor Fog», которая находится внутри Большого Бостонского тоннеля, скульптуру «Cloud Rings», созданную скульптором Недом Каном для музея современного искусства в Луисвилле, также можно выделить инсталляции английской художницы Энн Вероники Янссенс — «Bluette», «Daylight Blue», «Sky Blue», «Medium Blue» и «Yellow», в которых туман играет ключевую роль.
Некоторые произведения кинетического искусства также содержат газообразные элементы, например, скульптура Жана-Поля Риопеля «La Joute», которая включает в себя газовые форсунки на природном газе, водяной фонтан и бронзовые скульптурные элементы.